# پرونوس ریجیدا
پرونوس ریجیدا (نام علمی: Prunus rigida) نام یک گونه از سرده پرونوس است.